# 자석로보트
《자석로보트》(일본어: マグネロボ ガ・キーン, 영어: Manet Robo Gakeen)는 1976년에 도에이 애니메이션에서 제작한 로봇 애니메이션이다. 마그네로보 시리즈 2탄이다.

## 등장 인물
- 호죠 타케루 (Takeru Houjo) - 플러스 메카닉의 조종사 (후루카와 토시오)
- 카즈키 마이 (Kazuki Mai) - 마이너스 메카닉의 조종사 (스기야마 카즈코)
- 카즈키 박사 (Dr. Kazuki) - 가킨의 개발자이자 마이의 부친 (우츠미 켄지)
- 코마츠 히토리 (Hitori Komatsu) - 가킨 팀의 일원 (노다 케이이치)
- 히젠 후토시 (Futoshi Hizen) - 가틴 팀의 일원 (마스오카 히로시)
- 츠지 텐사이 (Tensai Tsuji) - 가킨 팀의 일원 (하세 산지)

## 방영 목록
| 차례   | 부제                           | 원제                                             |
| ------ | ------------------------------ | ------------------------------------------------ |
| 1회    | 무적가킨                       | 無敵の王者ガ・キーン                             |
| 2회    | 타게루, 몬스터를 파괴하다.     | 燃えろ猛!! 合成獣を打ち砕け!!                    |
| 3회    | 플러스 + 마이너스 = 제로!      | 心にきざめ!! プラス・マイナス・ゼロ              |
| 4회    | 큰 바퀴의 공격!                | 見たか!! 大車輪アタック                          |
| 5회    | 성공의 열쇠                    | 勝利のきめては団結くずしだ!!                     |
| 6회    | 용기의 십자가                  | 舞が叫んだ闘志のスイート・クロース               |
| 7회    | 공간에서 폭발                  | 移動要塞（ゴッドフリーダム）宇宙の果てに大爆発!? |
| 8회    | 아버지의 말씀                  | 父が教えた心と技                                 |
| 9회    | 형제의 사랑                    | 真赤に燃えろ兄妹愛                               |
| 10회   | 남극에서의 싸움                | 南極の死闘デリバリー号                           |
| 11회   | 첫 패배                        | ガ・キーンはじめての敗北                         |
| 12회   | 정체 불명의 적 등장!           | 顔のない好敵手                                   |
| 13회   | 추수 감사절                    | 狙われた感謝デー                                 |
| 14회   | 명령을 실행하는 타케루!        | 猛！試練を乗り越えろ!                            |
| 15회   | 파괴당하는 유조선!             | 恐怖の連続タンカー襲撃                           |
| 16회   | 말없이 등장한 사나이           | ピンチを救った意外な仲間                         |
| 17회   | 마음의 균형을 유지하라!        | 怒りの大回転アタック                             |
| 18회   | 불안한 소식                    | くたばれタイフーンギャング                       |
| 19회   | 폭풍의 복수                    | 嵐の中のリターン・マッチ                         |
| 20회   | 폭발까지 남은 시간은 25초      | 9.5秒にかけた攻防                                |
| 21회   | 도쿄에 발생한 홍수             | 東京大洪水作戦                                   |
| 22회   | 용기를 낸 겁쟁이               | 実戦!!逃げだした優等生                           |
| 23회   | 우리는 모두 친구               | 友よ今こそ手を結べ                               |
| 24회   | 1만 미터 깊이 속에 있는 지옥   | 深海地獄一万メートル                             |
| 25회   | 사랑의 라이플 맨               | 愛と涙の弾丸                                     |
| 26회   | 신무기 발명                    | 新兵器カッター・フラッグ登場                     |
| 27회   | 부품이 이상한 자동차           | 新兵器を助けた珍兵器                             |
| 제28회 | 무적의 쌍절곤                  | 大逆転!!必殺ヌンチャク                           |
| 29회   | 또 다른 신무기 발명!           | 始動開始!!シャベルパワー                         |
| 30회   | 가킨에 대하여                  | ガ・キーン対ガ・キーンの決闘                     |
| 31회   | 남성에게만 반응하는 자석       | 驚異のマグネマンダミー                           |
| 32회   | 무적의 기갑 탱크를 장착한 가킨 | 無敵!!ガ・キーン重戦車                           |
| 33회   | 초음속 비행 날개               | 飛べ!!マッハウイング                             |
| 34회   | 가킨 특수 부대의 대장님        | 特別攻撃隊長ギャザーン                           |
| 35회   | 장갑 탱크                      | 重戦車大改造計画                                 |
| 36회   | 비행 탱크                      | 大空にかけるバリアントアンカー号                 |
| 37회   | 무서운 생물 공격               | 恐怖の病原菌作戦!!                               |
| 38회   | 두 사람의 마음을 하나로        | 二人の心が一つに燃えた                           |
| 39회   | 가킨의 마지막 전투             | ガ・キーン最後の出撃                             |

- 대한민국에서는 1시간 30분짜리 극장판이 자석로보트 청룡호라는 제목으로 비디오로 출시되었다.